# Jamal Idris

a Compétitions nationales et continentales officielles uniquement.

Jamal Idris est un joueur australien de rugby à XIII qui évolue dans le club des Penrith Panthers, en National Rugby League.